# Howard Motor Works (England)
Howard Motor Works aus Sutton (Surrey) war ein britischer Automobilhersteller, der 1913 tätig war. Der Markenname lautete Howard.
Das einzige Modell war ein Cyclecar. Der Wagen wurde von einem V2-Motor von J.A.P. angetrieben, der 8 bhp (5,9 kW) leistete.